# Mathilde Van de Moortel
Pour les articles homonymes, voir De Morteel.
Mathilde Van de Moortel, née en 1984, est une monteuse française.

## Biographie
Après des études littéraires, elle passe un BTS Audiovisuel en montage à Roubaix. Puis elle devient assistante monteuse puis monteuse,.

## Filmographie (sélection)

### Monteuse

#### Cinéma
- 2012 : À cœur ouvert de Marion Laine
- 2015 : Mustang de Deniz Gamze Ergüven
- 2016 : Juillet Août de Diastème
- 2019 : Sympathie pour le diable de Guillaume de Fontenay
- 2020 : La nuit venue de Frédéric Farrucci
- 2021 : À plein temps d'Éric Gravel
- 2023 : Petites de Julie Lerat-Gersant

#### Télévision
- 2010 : Carlos d'Olivier Assayas
- 2015 : La Vie devant elles de Gabriel Aghion (6 épisodes)
- 2017 : Cinéma de notre temps, épisode Aware, Anywhere d'Olivier Assayas

### Assistante monteuse
- 2008 : Inju : la Bête dans l'ombre de Barbet Schroeder
- 2009 : Le Père de mes enfants de Mia Hansen-Løve
- 2009 : Villa Amalia de Benoît Jacquot
- 2009 : La Fille du RER d'André Téchiné
- 2010 : Les Femmes du 6e étage de Philippe Le Guay
- 2011 : Hollywoo de Frédéric Berthe et Pascal Serieis
- 2011 : Poulet aux prunes de Marjane Satrapi et Vincent Paronnaud
- 2011 : Un amour de jeunesse de Mia Hansen-Løve
- 2011 : Omar m'a tuer de Roschdy Zem
- 2011 : Les Yeux de sa mère de Thierry Klifa
- 2011 : Le Fils à Jo de Philippe Guillard
- 2012 : Après Mai d'Olivier Assayas

## Distinctions

### Récompenses
- César 2016 : César du meilleur montage pour Mustang
- César 2023 : César du meilleur montage pour À plein temps